# Jelezovac
Jelezovac (en serbe cyrillique : Јелезовац) est un quartier de Belgrade, la capitale de la Serbie. Il est situé dans la municipalité urbaine de Rakovica.

## Localisation
Jelezovac est situé dans la partie centrale de la municipalité de Rakovica, au nord de la rue Patrijarha Dimitrija et du ruisseau Milošev potok. Il est entouré par les quartiers de Sunčani breg et Straževica à l'ouest, par la rivière Zmajevac et, au-delà, par les quartiers de Miljakovac III au nord et de Resnik au sud.

## Caractéristique
Le quartier de Jelezovac est entièrement résidentiel. Il doit son nom à la rivière Jelezovac, située à l'est. La gare de Jajinci et le monastère de Rakovica sont situés à proximité.
Jelezovac a été construit dans les années 1990, sans plan d'ensemble.